# 大盧奇基

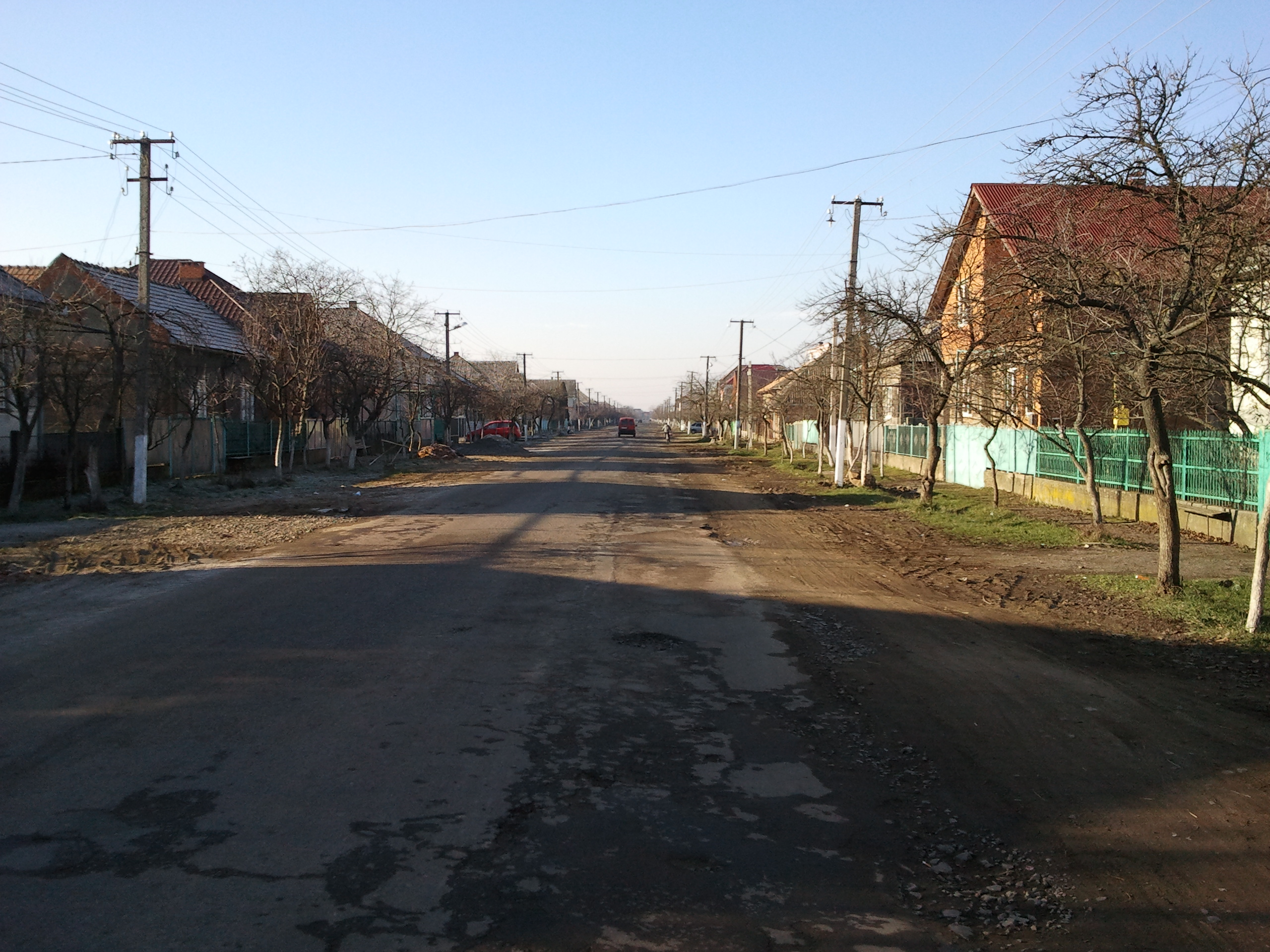
大盧奇基

48°25′12″N 22°33′40″E / 48.42000°N 22.56111°E
大盧奇基（烏克蘭語：Великі Лучки），是烏克蘭西部外喀爾巴阡州穆卡切沃區大卢奇基市镇内的村庄及其行政中心。始建於1400年，面積8.23平方公里，海拔高度110米，2001年人口9,029，人口密度每平方公里1,097.08人。